# Биг-Бен
Биг-Бен (англ. Big Ben) — обиходное туристическое название часовой башни Вестминстерского дворца; один из самых узнаваемых символов Великобритании, часто используемый в популярной культуре. Официальное название объекта с 2012 года — Елизаве́тинская башня или Башня Елизаве́ты (англ. Elizabeth Tower).
Изначально «Биг-Бен» являлось названием самого большого из пяти колоколов, однако часто это название расширительно относят и к часам, и к часовой башне в целом. На момент отливки Биг-Бен, масса которого составляла 13,7 тонны, был самым большим и тяжёлым колоколом Соединённого Королевства. В 1881 году уступил первенство колоколу Большой Пол (17 тонн).
С августа 2017 года до апреля 2022 года башня находилась на глобальной реконструкции. После реставрации циферблаты вместе с часовыми стрелками были перекрашены в ярко-синий цвет.

## Название

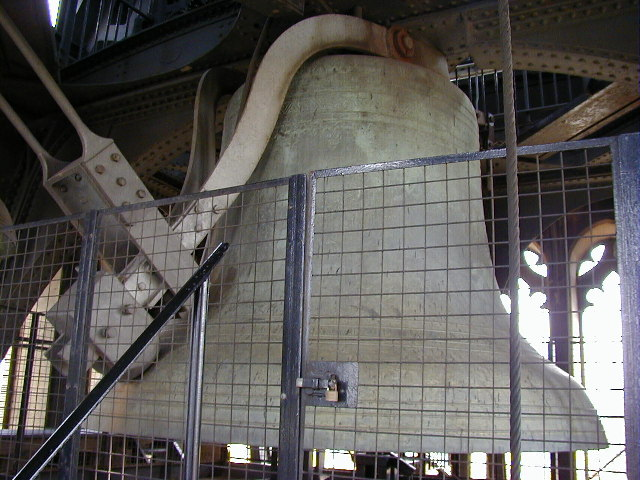
Колокол «Большой Бен»

Считается, что колокол получил имя Биг-Бен (Большой Бен) в честь сэра Бенджамина Холла, куратора строительных работ.
Согласно другой версии, он назван в честь Бенджамина Каунта, известного боксёра в тяжелом весе.
Официальным наименованием до сентября 2012 года было «Часовая башня Вестминстерского дворца», в прессе её нередко называли Башней св. Стефана. По решению британского парламента переименована в Башню Елизаветы — в честь 60-летия правления королевы Елизаветы II.

## Башня
Башня возведена по проекту английского архитектора Огастеса Пьюджина в неоготическом стиле в 1859 году, башенные часы запущены 31 мая 1859 года.
Высота башни, включая шпиль — 96 метров (315 футов от основания до шпиля, источники называют также 316 футов — 96,3 м — от верхней отметки уровня воды (англ. THWM[уточнить]) и 320 футов). Нижняя часть часового механизма располагается на высоте 55 метров.
Наклон башни к северо-западу составляет 0,26 градуса; отклонение от вертикали: 43,5 сантиметра. Отнести к падающим можно сугубо условно, но сказать, что «башня совсем не отклонена», тоже нельзя.

## Часы

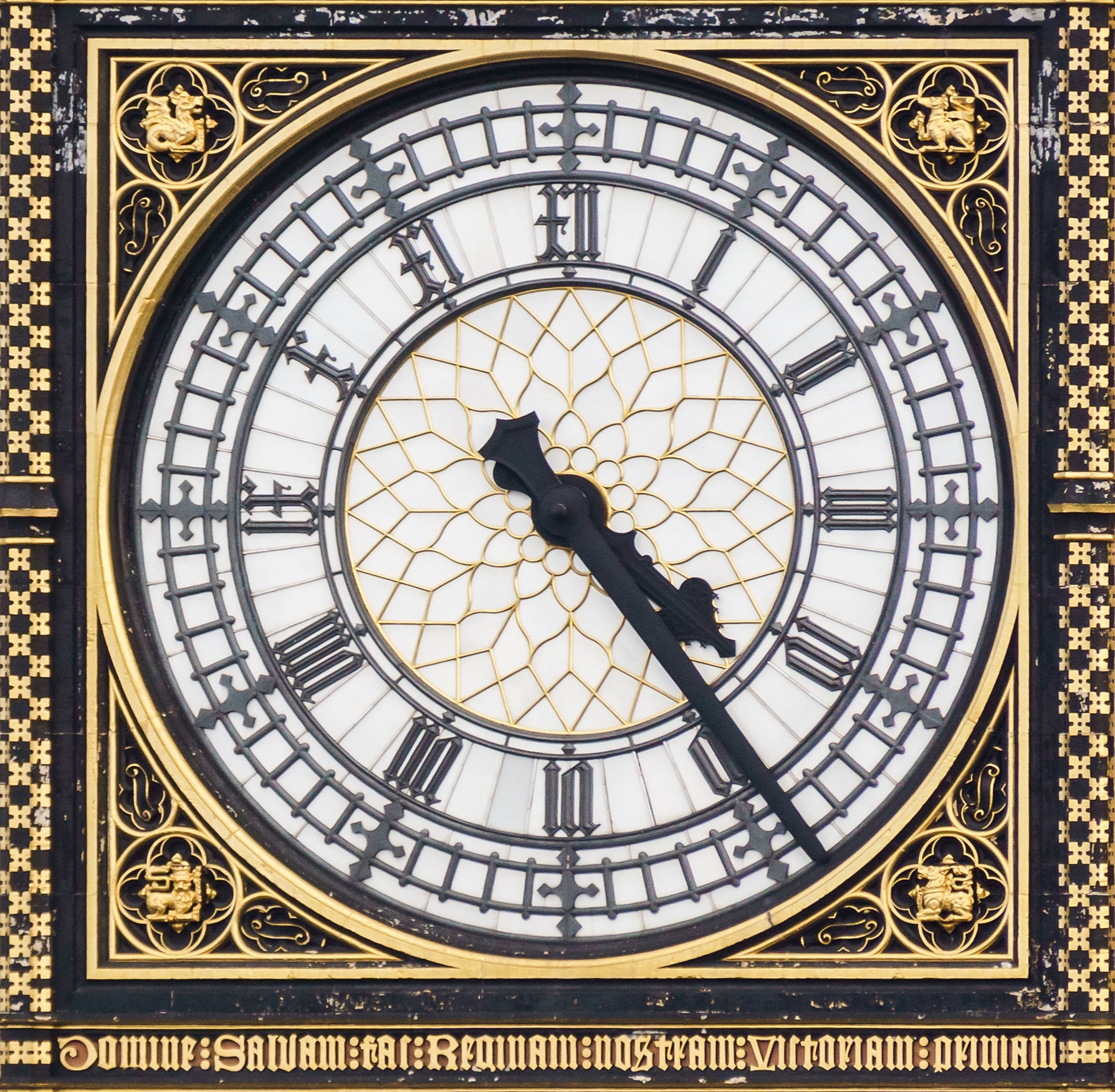
Один из циферблатов башни с надписью под ним

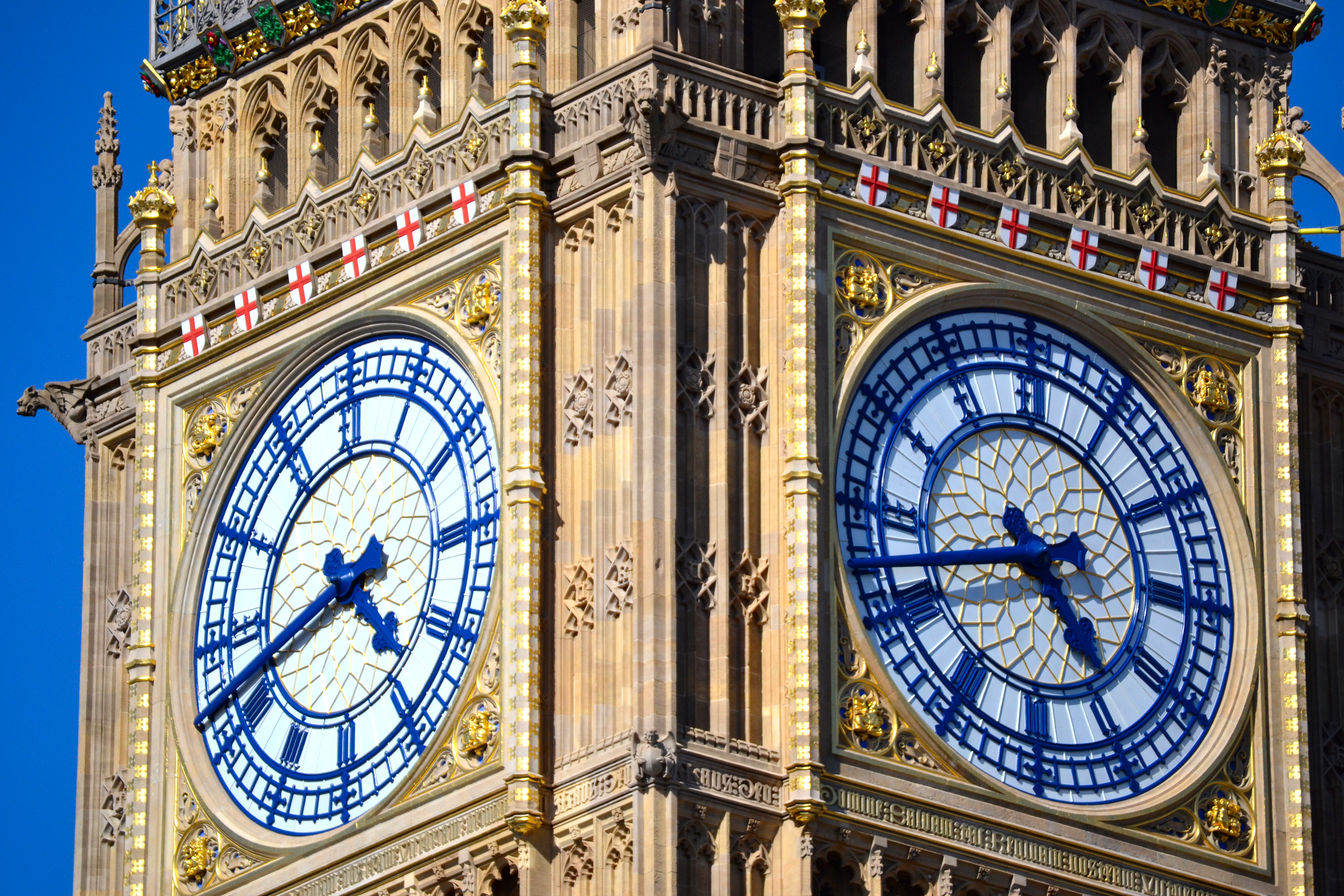
Часы с перекрашенными стрелками и цифрами после реставрации, 2022 год

Большие часы Вестминстера являются третьими по размеру в мире (после часов Абрадж аль-Бейт и Ратуши Миннеаполиса) четырёхсторонними часами с боем.
Спроектировали часы сэр Эдмунд Бекетт и королевский астроном Джордж Эйри. Создание часов было поручено часовых дел мастеру Эдварду Джону Денту, после смерти которого в 1853 году строительство возглавил его приёмный сын Фредерик Дент. Фредерик завершил работу в 1854 году.
Маятник часов установлен внутри ветронепроницаемой коробки, расположенной ниже комнаты с часовым механизмом. Его длина составляет 4 метра, вес — 300 кг. Ход маятника составляет 2 секунды. Точность хода часов регулируется с помощью монет, которые кладут на маятник: старая (додесятичная) монета в 1 пенни ускоряет его движение на 0,4 секунды в сутки.
Общий вес часового механизма — 5 тонн. Диаметр циферблата — 7 метров. Длина стрелок — 2,7 и 4,2 метра.
В основании каждого из четырёх циферблатов часов располагается латинская надпись «Domine Salvam fac Reginam nostram Victoriam primam» («Боже, храни нашу королеву Викторию Первую»). По периметру башни, справа и слева от часов, находится другая фраза на латыни — «Laus Deo» («Слава Богу» или «Хвала Господу»).
27 июля 2012 года с 8:12 до 8:15 часы пробили 30 раз в честь открытия XXX Олимпийских игр. Впервые с 1952 года куранты работали вне расписания.
21 августа 2017 года в 12:00 часы прозвучали в последний раз перед большой реставрацией башни, закончившейся в середине 2022 года. До этого колокол не прекращал отбивать время с момента её создания, не считая реставрации 1983—1985 годов и планового ремонта в 2007 году.